# Andrea Ortega-Lee
Andrea Ortega-Lee (nacida O'Lee; Ciudad de México -1986) es una comediante y actriz mexicana.

## Carrera
Ha aparecido en Comedy Central Presents para América Latina y Stand Parados y también es invitada habitual en El Incorrecto y Celebrity Rooms en E! Latinoamérica.
En 2013, escribió para el piloto de SNL México donde conoció a Eugenio Derbez, quien la recomendó para la parte principal de la película de 2015 Ramona y los escarabajos (también conocida como Ella es Ramona ).
En 2017 interpretó a Paquita en la telenovela Paquita la del Barrio, como Jackie en Dolores, la Jenn que yo Conocí y como El Primo en 3 Idiotas.